# Colonne d'Alexandre (Rostov-sur-le-Don)
La colonne d’Alexandre est un monument dédié à Alexandre II érigé en 1894 à Nakhitchevan-sur-le-Don (aujourd’hui quartier de Rostov-sur-le-Don en Russie) dans le jardin Alexandre (aujourd’hui parc Vitia Tchérévitchkine).

## Historique
Le 18 septembre 1894 la colonne est inaugurée pour célébrer les 25 années de règne d’Alexandre II. Le parc dans lequel elle se trouve reçoit également le nom de l’empereur.
Après la révolution russe la colonne est le seul monument tsariste à ne pas être détruit par les nouvelles autorités soviétiques. Elles se contentent de démonter l’aigle bicéphale et les plaques commémoratives.
En 1994 une restauration rend au monument son aspect d’origine.

## Description
La colonne est un monolithe de granit, haut de 11 m, orné d’une sphère couronnée de l’aigle impérial russe. Le socle de la colonne est un quadrilatère portant sur deux face des plaques commémoratives disant : « En souvenir de 25 glorieuses années de règne de l’Empereur Alexandre II » et « la communauté arménienne de Nakhitchevan-sur-le-Don 25·IX·1894 » 

## Galerie

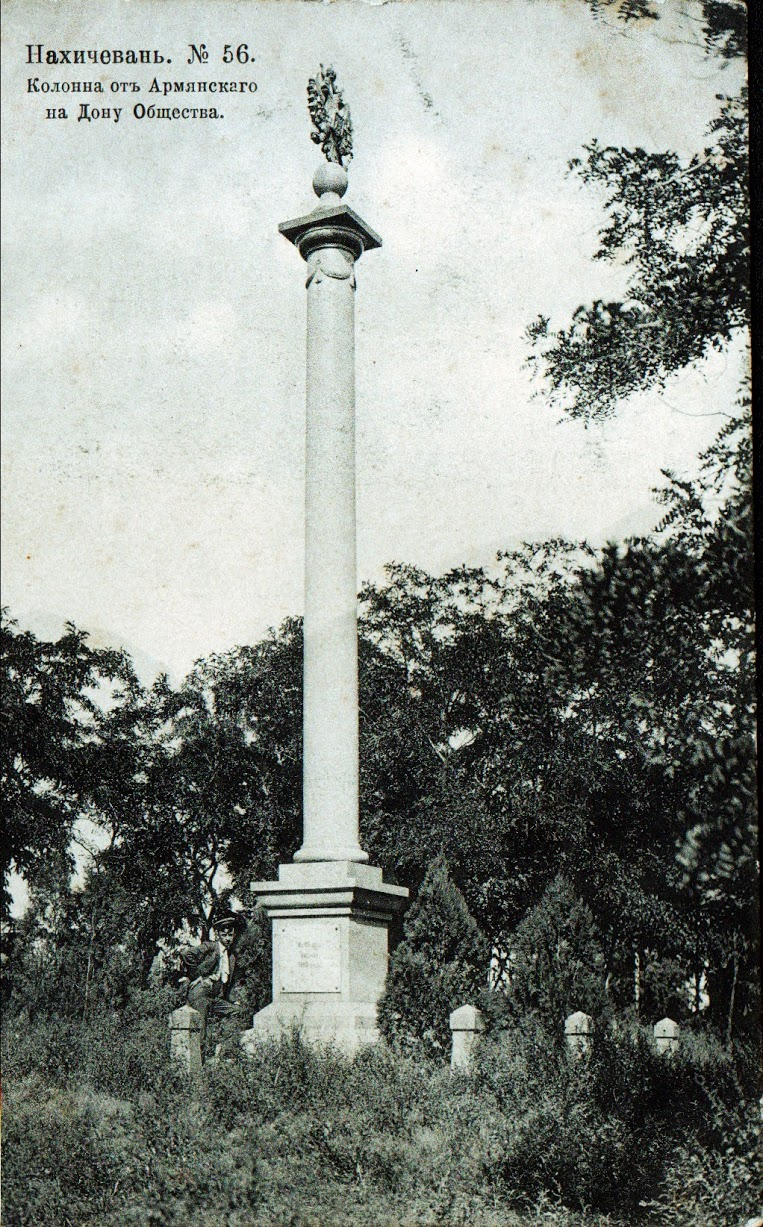
La colonne d’Alexandre en 1907.
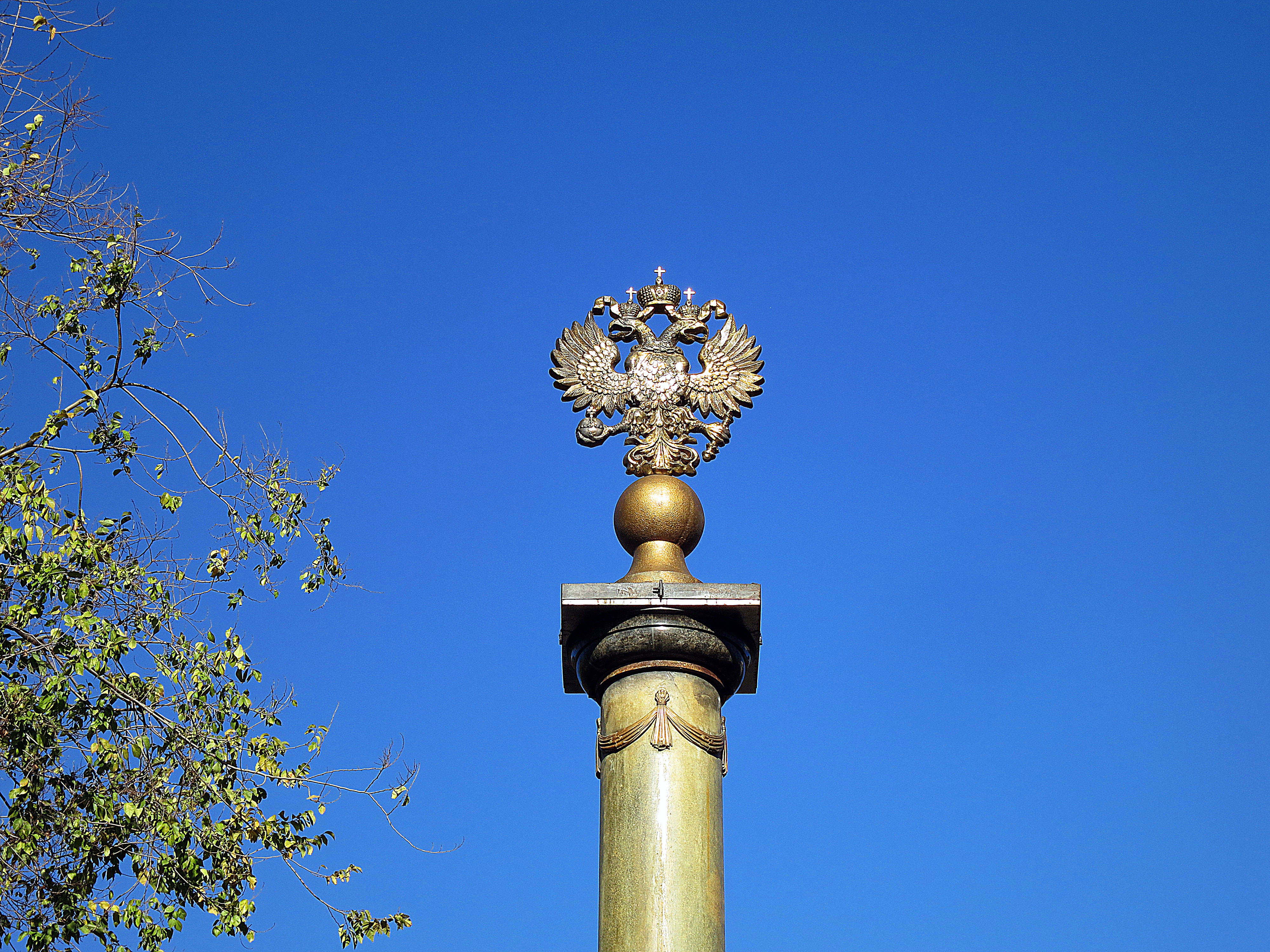
L’aigle bicéphale.
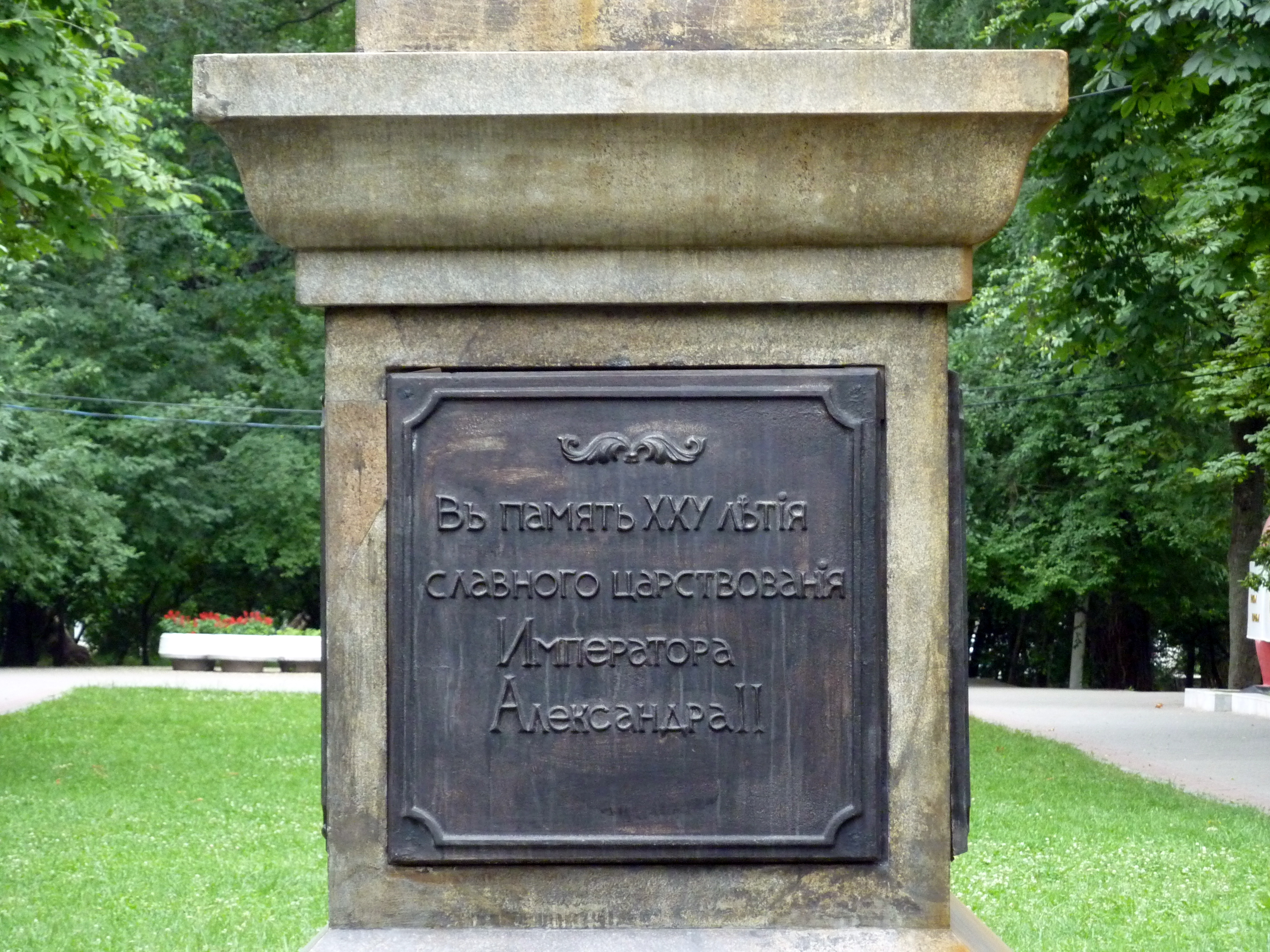
Plaque commémorative sur le socle.
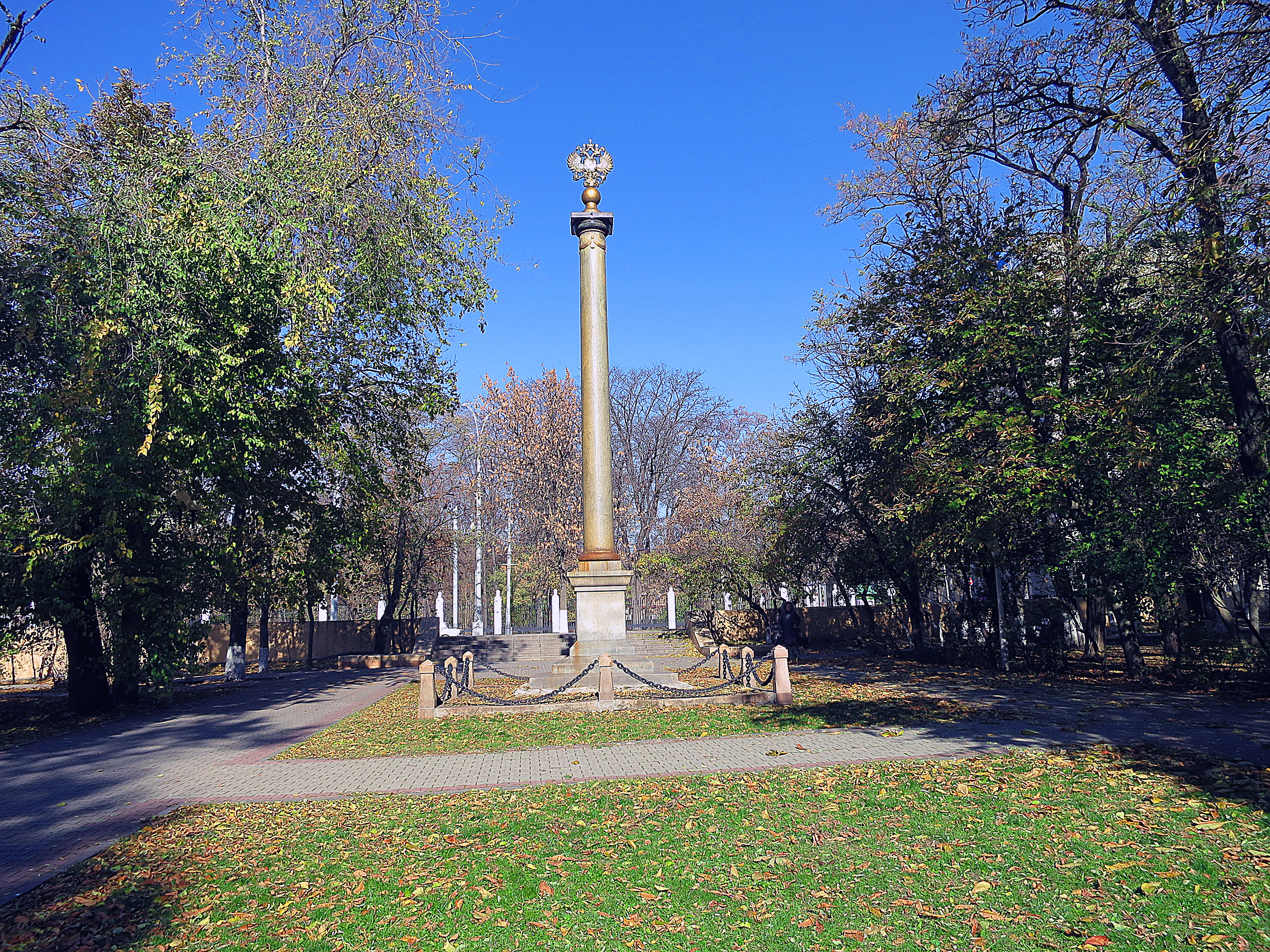
Vue générale.